# Breathing (canción de Lifehouse)
«Breathing» es el tercer sencillo y último de su primer álbum No Name Face, publicado en 2000, de la banda Lifehouse. 

## Composición
«Breathing» que fue descrito como una canción de rock pop que contiene adulto alternativa. De acuerdo con la partitura publicada en Musicnotes.com por Sony/ATV Music Publishing, la canción se encuentra en tiempo común con un tempo lento de 76 latidos por minutos. Está compuesta en la tonalidad de Re menor con rango vocal de Wade que abarca desde la baja nota de un 3 a la alta nota de E5. La canción tiene un básico de progresión de acordes de Am-G 2 -F 2 -G 2. Dave Urbanski de hoy Música Cristiana cuestionó sobre si las letras "Estoy tratando de identificar las voces en mi cabeza / Dios, que de una que ..." eras acerca de Dios o una niña , pero aplaudió su "musicalidad hábil" y "visión poética". John DiBiase de Jesus Freak Hideout dicho que la canción tiene el rock pegadizo, pero señaló cómo "tiende a encontrarse a sí misma poniendo un poco monótono a veces."

## Listado de canciones
1. «Breathing» (Rock Remix) - 4:11 (Jason Wade)

- Australian Sencillo en CD

1. LP Radio Edit - 4:09
2. Radio Remix - 4:11

## Posicionamiento
| Listas (2001–2002)            | Posición |
| ----------------------------- | -------- |
| Estados Unidos (Adult Top 40) | 19       |